# FC Lumezzane
Der FC Lumezzane VGZ ASD ist ein italienischer Fußballclub aus Lumezzane, einer Stadt aus der Region Lombardei. Die Vereinsfarben sind Rot und Blau. Als Spielstätte dient dem Verein das Stadio Tullio Saleri in Lumezzane, es bietet Platz für 4.150 Zuschauer.

## Geschichte

Alte Logo (1946–2018)

Der Verein wurde im Jahr 1946 gegründet als Associazione Calcio Lumezzane (A.C. Lumezzane) und nahm in seiner ersten Saison an der Seconda Divisione teil. Drei Jahre später gelang Lumezzane der Aufstieg in die Prima Divisione, der damals dritthöchsten italienischen Spielklasse. In den 1950er und 60er-Jahren spielte die Mannschaft größtenteils in regionalen Ligen, konnte zwischendurch durch Promotionen auch in der Meisterschaft der Serie D teilnehmen. Ende der 1980er und zu Beginn der 1990er Jahre nahm der Verein durchgehend am Ligabetrieb der Serie D teil. In der Spielzeit 1993/94 stieg Lumezzane erstmals in die Serie C2 auf und konnte sich in den folgenden Jahren in der Liga etablieren. 1996/97 folgte der Aufstieg in die Serie C1. In der Spielzeit 2003/04 erreichte die Mannschaft die Playoff-Spiele um den Aufstieg in die Serie B. Nachdem in den Halbfinals die AS Lucchese Libertas besiegt wurde, unterlag Lumezzane im Finalspiel knapp gegen die AC Cesena und verpasste den Aufstieg.

## Ehemalige Spieler
- Marco Ambrosio
- Mario Balotelli
- Manuel Belleri
- Francesco Benussi
- Oscar Brevi
- Cristian Brocchi
- Antonio Buscè
- Marco Cassetti
- Matteo Contini
- Andrea Cossu
- Simone Inzaghi
- Salvatore Masiello
- Alessandro Matri
- Davide Nicola
- Biagio Pagano

## Ehemalige Trainer
- Mario Beretta
- Davide Nicola